# Sauris brevipalpis
Sauris brevipalpis är en fjärilsart som beskrevs av John S. Dugdale 1980. Sauris brevipalpis ingår i släktet Sauris och familjen mätare. Inga underarter finns listade.